# Hybalus sulcatus
Hybalus sulcatus är en skalbaggsart som beskrevs av Baraud 1991. Hybalus sulcatus ingår i släktet Hybalus och familjen Orphnidae. Inga underarter finns listade i Catalogue of Life.